# Elegia esterhuyseniae
Elegia esterhuyseniae là một loài thực vật có hoa trong họ Restionaceae. Loài này được Pillans mô tả khoa học đầu tiên năm 1945.